# La Tête dans les étoiles (film)
Pour les articles homonymes, voir La Tête dans les étoiles (homonymie).
Pour plus de détails, voir Fiche technique et Distribution.
La Tête dans les étoiles est un film belgo-français d'Emmanuel Gillibert, sorti en 2023.

## Synopsis
Ali (Hakim Jemili), père de la toute jeune Eva, vit de son modeste emploi de livreur de repas. Hébergé par sa mère, il n'est guère considéré par son entourage qui lui prodigue pourtant affection hormis Nathalie (Nawell Madani) dont il est divorcé. Ayant à livrer un repas à l'ESA, un concours de circonstances l'amène à croiser Constance (Beatrice Rosen), une journaliste à la recherche d'un scoop sur la prochaine mission dont le départ est imminent. Enhardi par la promesse d'une coquette somme qu'il estime pouvoir lui permettre de tout changer, Ali se montre enfin ambitieux et entreprenant mais toujours aussi maladroit. Au point de créer l'actualité.

## Fiche technique
- Réalisation : Emmanuel Gillibert
- Scénario : Emmanuel Gillibert, Adrien Piquet-Gauthier, Marion Thiery et Kamel Guemra
- Production : Charles Gillibert et Benoit Roland
- Photographie : Jérôme Alveras
- Scripte : Elise Van Durme
- Musique : Erwann Chandon
- Montage : Sandro Lavezzi
- Premier assistant réalisateur : Fabrice Couchard
- Casting : Michaël Bier
- Cascadeur : Claude Carliez
- Sociétés de production : Les Films Ariane et TF1 Productions
- Durée : 91 minutes
- Pays de production :  Belgique
- Langue originale : français
- Genre : comédie
- Dates de sortie : 
  - France : 6 juillet 2023[1]

## Distribution
- Hakim Jemili : Ali, livreur de repas
- Alice Pol : Johanna
- François-Xavier Demaison : Daniel
- Nawell Madani : Nathalie, ex-épouse d'Ali
- Olivia Cote : Eva, fille d'Ali
- Beatrice Rosen : Constance, journaliste
- Tassadit Mandi : Fatima
- Brahim Bouhlel : Yanis
- Clovis Cho : Zuka
- Mikaël Sladden : Tom
- Laurent Ferraro : Hector
- Lyssandra Valdez Robas : Nola
- Aurélio Mergola : premier ingénieur
- Pierre Collet : second ingénieur

## Accueil
La Tête dans les étoiles sort en France le 6 juillet 2023 sur internet. La RTBF étant co-productrice, une diffusion TV n'est pas à exclure.